# Отару
Отару (јап. 小樽市) град је у Јапану у префектури Хокаидо. Према попису становништва из 2005. у граду је живело 142.161 становника.

## Становништво
Према подацима са пописа, у граду је 2005. године живело 142.161 становника.
| 1995.   | 2000.   | 2005.   |
| ------- | ------- | ------- |
| 157.022 | 150.687 | 142.161 |